# Zayas Island
Zayas Island är en ö i Kanada.   Den ligger i North Coast Regional District och provinsen British Columbia, i den sydvästra delen av landet, 4 000 km väster om huvudstaden Ottawa. Arean är 10,4 kvadratkilometer.
Terrängen på Zayas Island är mycket platt. Öns högsta punkt är 43 meter över havet. Den sträcker sig 5,0 kilometer i nord-sydlig riktning, och 3,5 kilometer i öst-västlig riktning.